# مج (طرقبه شاندیز)
مج (مشهد)، روستایی از توابع بخش طرقبه شهرستان مشهد در استان خراسان رضوی ایران است.
این روستا بزرگ و دارای طبیعت بسیار زیبایی می‌باشد. این روستا سر رودخانه‌ی بقیه‌ی روستاها یعنی روستای سربرج، روستای تجر و بسیاری از روستاهای دیگر می‌باشد.
جاده اصلی این روستا از سمت کوه‌های خلج و در جاده روستای مغان می‌باشد.

## جمعیت
این روستا در دهستان طرقبه قرار دارد و براساس سرشماری مرکز آمار ایران در سال ۱۳۸۵، جمعیت آن ۱۹۳ نفر (۶۱خانوار) بوده‌است. در آخرین سرشماری انجام گرفته (1395) نیز این سکونتگاه با روندی کاهشی دارای 168 نفر جمعیت (84 مرد و 84 زن) در قالب 58 خانوار می‌باشد.